# Amauris moka
Amauris moka är en fjärilsart som beskrevs av Talbot 1940. Amauris moka ingår i släktet Amauris och familjen praktfjärilar. Inga underarter finns listade i Catalogue of Life.